# Вільне (Озерський міський округ)
Вільне (рос. Вольное) — селище Озерського міського округу, Калінінградської області Росії. Входить до складу Красноярського сільського поселення.
Населення —  111 осіб (2015 рік). 

## Населення
| 2002 | 2010 |
| ---- | ---- |
| 124  | ↘111 |